# Lulù (film cinematografico 1980)
Lulù è un film drammatico del 1980, scritto e diretto da Walerian Borowczyk. 

## Trama
La sensuale Lulù, di umili origini, si unisce in matrimonio con il Dott. Goll. Frattanto, la ragazza instaura una relazione clandestina con il pittore Schwartz. Il marito, scoperto il tradimento, muore per dolore. 
Lulù sposa, in seconde nozze, Schwartz. Ma, per riottenere un rango altolocato, la donna è disposta a tutto, anche a sedurre nuovamente altri uomini altolocati. 

## Produzione
Il lungometraggio si ispira, parzialmente, a l'omonimo dramma e a Il vaso di Pandora, entrambe opere redatte da Frank Wedekind. 
Anne Bennent, protagonista del film, aveva appena sedici anni quando lavorò sul set di Borowczyk. La ragazza, nonostante l'età, si prestò volontariamente a numerose sequenze di nudo. Nel cast venne scritturato anche il padre dell'attrice, Heinz Bennent..

## Distribuzione
Uscito nelle sale italiane il 1º marzo del 1980, il film venne vietato ai minori di 18 anni, a causa di contenuti fortemente espliciti. 
Lulù fu edito, in seguito, in formato home video.

## Accoglienza
(Longtake.it)
(Cinematografo.it)